# 紫禁城の落日
『紫禁城の落日』（しきんじょうのらくじつ）は、宝塚歌劇団星組で上演されたミュージカル作品。1991年11月1日から12月15日（新人公演：11月19日）に宝塚大劇場、1992年3月5日から3月31日（新人公演：3月17日）に東京宝塚劇場で上演された。
形式名は「VISAシアター 宝塚グランド・ロマン」。2部35場。
第一部の副題は「幻影の王国」、第二部は「流転の皇帝」。併演作品のない1本立ての作品。
星組トップコンビ、日向薫と毬藻えりのサヨナラ公演となった。

## あらすじ
辛亥革命後、形骸と化した清王朝の再興に燃える若き皇帝、愛新覚羅溥儀（日向）は1922年、2人の妻と結婚する。側室の文繡（英りお）は楚々とした聡明な女性だったが、溥儀は正妻である婉容（毬藻）の率直さ・朗らかさに強く惹かれる。婉容もまた、優しく頼もしい溥儀に思いを寄せるが、宮廷の慣習に戒められる二人は、徐々にすれ違いを重ねてゆく。
1924年、クーデターが勃発し、溥儀は紫禁城退去を余儀なくされ、日本軍の中将・吉岡（麻月鞠緒）から満州への亡命と、新帝国皇帝としての即位を勧められる。紫禁城の仰々しい慣習に辟易していた婉容はこれを喜ぶが、溥儀は清朝の象徴である紫禁城を守りきれなかったことを悔やみ、玉座と居城の奪還を、固く誓うのであった。
しかし、満州での生活は、溥儀・婉容両人にとって過酷なものであった。溥儀は、皇帝とは名ばかりの傀儡として扱われ、ことあるごとに日本軍の干渉と愚弄を受ける。婉容は、紫禁城時代以上に自由を制限された生活に耐えられず、いつしかアヘンに溺れてしまう。
このような状況下で、留学中に日本人女性（浩、白城あやか）と結婚した弟・溥傑（紫苑ゆう）に、溥儀は激しい怒りをぶつける。溥傑は幼い頃から、臣下としての分を弁え、兄である溥儀によく仕えていた。その弟が、憎き日本の女性と結婚したことに裏切りを感じ、溥傑の妻・浩に冷たくあたる溥儀。しかし、あることから浩の「愛新覚羅浩」としての覚悟を知り、和解に至る。心から愛する妻と、尊敬する兄との和解を、溥傑は浩と手を取り合って喜ぶのであった。
第二次世界大戦の終戦間近、通化への亡命を前にして婉容は病に倒れる。それでも気丈に振る舞い、最後まで溥儀への諫言をやめない婉容だったが、ついに力尽き夫の腕の中で事切れる。最後まで愛する妻に自由を与えられなかったことを悔やみ、慟哭する溥儀。
1945年、溥儀は溥傑とともに、日本軍将校・倉石（麻路さき）の手引きで日本への亡命を図る。しかし、飛行場に現れたのはソビエト連邦軍機であった。紫禁城時代から長く愛新覚羅家に仕えた女官・麗華（邦なつき）が、愛新覚羅家の凋落を嘆き、その帰責を溥儀に求めてソ連に密告したためであった。かつて溥儀が無情に解雇した宦官たちも現れ、溥儀に裁かれることを求める。倉石を通じて日本軍を頼ることも、また蒙古軍を率いて溥儀の救援にかけつけた文繡を頼ることも、溥儀には可能であった。しかし、血を流してまで皇位に執着することを是とせず、自らソ連軍の捕虜となることを望む。その姿に、もはや皇帝ではない、一個の人間としての潔さを見た溥傑は、臣下としての礼を捨て、初めて溥儀に「兄上」と呼びかける。大いなる落日に照らされながら、溥儀はあの沈みゆく落日のごとく、命の尽きる最後の最後まで、輝いて生きることを誓うのだった。

## 主な配役
括弧は新人公演、不明点は省略。
- 愛新覚羅溥儀：日向薫[2]（稔幸[6]）
- 婉容：毬藻えり[2]（陵あきの[6]）
- 愛新覚羅溥傑：紫苑ゆう[2]（絵麻緒ゆう）
- 愛新覚羅浩：白城あやか（星奈優里）
- 倉石信吾：麻路さき[2]（神田智[6]）
- 文繡：英りお[2]（万理沙ひとみ）
- 吉岡安直：麻月鞠緒（専科、特別出演）（真中ひかる）
- 柳場俊子：洲悠花（朋舞花）
- 麗華：邦なつき[2]（貴柳みどり）
- 陳：葉山三千子[2]（南紀ちひろ）
- 栄源：星原美沙緒[2]（京極彩之）
- 恒香：木花咲耶[2]（美々杏里）
- 端恭：夏美よう[2]（光樹すばる）
- 英紹：阿樹かつら[2]（鷺草かおる）
- 宮田中佐：鞠村奈緒
- 松川大佐：卯月佳
- 岡副洋二：一樹千尋[2]（三枝みづき）
- 犬丸秋彦：千珠晄[2]（雅景）
- 村町亨：英真なおき
- 近藤良也：光樹すばる
- 吉住次郎：希波千愛
- 町田鉄矢：天地ひかり
- 松下勝：稔幸
- 梅玉琴：出雲綾[2]（舞路はるか）

## スタッフ
括弧に文字がなければ両劇場共通。
- 作・演出：植田紳爾[1]
- 作曲[2]・編曲[2]：寺田瀧雄・入江薫・吉田優子
- 音楽指揮：岡田良機（宝塚）[2]・小高根凡平（宝塚）[2]、伊沢一郎（東京）[4]・清川知巳（東京）[4]
- 振付[2]：喜多弘・羽山紀代美・尚すみれ・黒瀧月紀夫
- 装置：渡辺正男[2]
- 衣装[2]：静間潮太郎・中川菊枝
- 照明：今井直次[2]
- 小道具：万波一重[2]
- 効果：川ノ上智洋[2]
- 音響監督：松永浩志[2]
- 考証[2]：范梅強・葉芳
- 演出助手[2]：谷正純・中村一徳・木村信司
- 舞台進行[2]：恵見和弘・赤坂英雄
- 製作担当：長谷山太刀夫（東京）[4]
- 制作：小林公一[2]